# Takumi Yamada
Takumi Yamada (jap. 山田 拓巳 Yamada Takumi; ur. 25 listopada 1989) – japoński piłkarz występujący na pozycji obrońcy. Obecnie występuje w Montedio Yamagata.

## Kariera klubowa
Od 2008 roku występował w klubie Montedio Yamagata.